# Шкупі
«Шкупі» (мак. «Фудбалски клуб Шкупи») — македонський професіональний футбольний клуб зі Скоп'є. Заснований 2012 року. Виступає в Першій лізі, найвищому дивізіоні країни. Домашні ігри проводить на стадіоні «Чаїр», який вміщує 6 000 глядачів.

## Досягення
Чемпіонат Македонії:
- Чемпіон (1):  2021—2022